# Hortense de Beauharnais
Hortense de Beauharnais (n. 10 aprilie 1783 – d. 5 octombrie 1837), a fost fiica vitregă a împăratului Napoleon I al Franței și fiica naturală a primei lui soții, Joséphine de Beauharnais. A fost soția fratelui lui Napoleon, Louis Bonaparte și mama împăratului Napoleon al III-lea al Franței. Prin căsătorie a devenit regină a Olandei. A avut un fiu nelegitim, Charles Auguste Louis Joseph, duce de Morny cu iubitul ei Charles Joseph, conte de Flahaut.

## Primii ani
Hortense s-a născut la Paris, Franța la 10 aprilie 1783, fiica lui Alexandre, Viconte de Beauharnais și a soției lui, Joséphine Tascher de la Pagerie. La scurt timp după nașterea ei, părinții s-au separat. Tatăl ei a fost executat la 23 iulie 1794 în timpul Revoluției franceze, cu câteva zile înainte să se sfârșească Regimul Terorii. Mama ei a fost închisă și eliberată la 6 august 1794 datorită intervenției prietenei ei, Thérèse Tallien. Doi ani mai târziu, mama ei s-a căsătorit cu Napoleon Bonaparte.
Hortense a fost educată la școala doamnei Jeanne Campan la St-Germain-en-Laye împreună cu sora cea mică a lui Napoleon, Caroline Bonaparte care mai târziu s-a căsătorit cu Joachim Murat. Era înaltă, subțire, cu păr blond, ochi mari albaștri,  și trăsături fine. A avut un frate mai mare, Eugène de Beauharnais. Hortense a fost un compozitor muzical amator și a dăruit marșuri vibrante armatei tatălui ei vitreg..

## Căsătorie

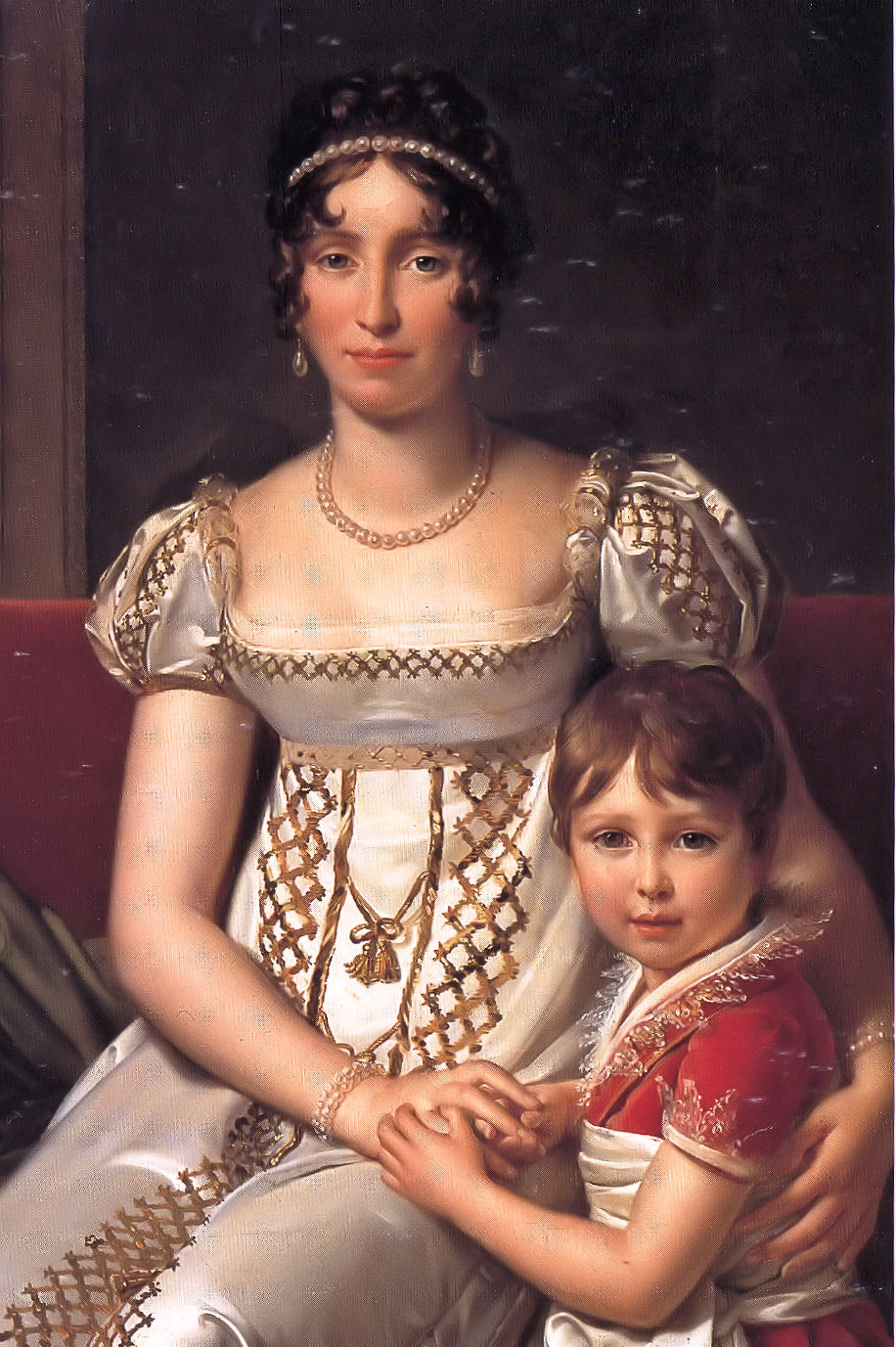
Hortense de Beauharnais și fiul ei Napoléon Charles, de François Gérard, 1806.

La 4 ianuarie 1802, la cererea tatălui ei vitreg, Hortense s-a căsătorit cu fratele lui Napoleon, Louis Bonaparte. Ceremonia a fost celebrată de cardinalul Caprara. Hortense a devenit cumnată a mamei sale și a tatălui vitreg. Cuplul a avut trei fii:
- Napoléon Louis Charles Bonaparte (10 octombrie 1802 - 5 mai 1807)
- Napoleon Louis Bonaparte (11 octombrie 1804 - 17 martie 1831)
- Charles Louis Napoléon Bonaparte (20 aprilie 1808- 9 ianuarie 1873), viitorul Napoleon al III-lea al Franței

Mariajul s-a dovedit dezastruos: Hortense este îndrăgostită nebunește de generalul Duroc, aghiotant al împăratului (unii chiar susțin că au fost amanți), în timp ce Louis suferă de o obsesia persecuției. Și-a chinuit soția cu gelozia sa morbidă.

## Regină
În 1806, Napoleon l-a numit rege al Olandei pe fratele său Louis iar Hortense a devenit regină a Olandei sub numele "regina Hortense". Hortensei nu i-a plăcut că a trebuit să părăsească Franța; a sperat că va fi "regina Olandei la Paris" însă Napoleon nu a fost de acord. Prin urmare a fost forțată să plece cu Louis în Olanda, unde a ajuns la 18 iunie 1806.
Regina a fost plăcut surprinsă de primirea călduroasă a publicului. S-a acomodat repede cu viața în Olanda și a îndrăgit țara. A fost prezentă la festivitățile oficiale și ceremonii, a vizitat locurile din piață de unde făcea achiziții și era pe placul publicului, lucru care l-a iritat pe soțul ei. A învățat să picteze și a făcut excursii la țară. Cu toate acestea, ura șederea ei acolo din cauza relației cu Louis: cuplul a trăit în părți diferite ale palatului și se evitau reciproc cu fiecare ocazie. Hortense s-a descris ca fiind prizonieră.  În 1807, fiul ei a murit. A primit permisiunea de a vizita Franța deoarece clima era considerată mai bună pentru celălalt fiu, Louis-Napoléon.

A rămas în Franța, mulțumită de statutul ei ca regină la curtea franceză, până în 1810, când Napoleon a forțat-o să se întoarcă în Olanda; se căsătorise a doua oară și nu a considerat potrivit ca fiica fostei sale soții să apară la curte.
Hortense a revenit temporar în Olanda, dar la 1 iunie 1810 i s-a permis din nou părăsească țara sub pretextul sănătății ei. În 1810, după ce regatul olandez i-a fost luat, Louis a rămas în Olanda pentru aproape trei ani, scriind proză și poezie. Louis i-a scris lui Napoleon după ultima înfrângere în Rusia și i-a solicitat să restaureze tronul olandez pentru el. Napoleon a refuzat. În cele din urmă Louis s-a întors în Franța în 1813, unde a rămas pentru tot restul vieții sale.

## Fiu nelegitim

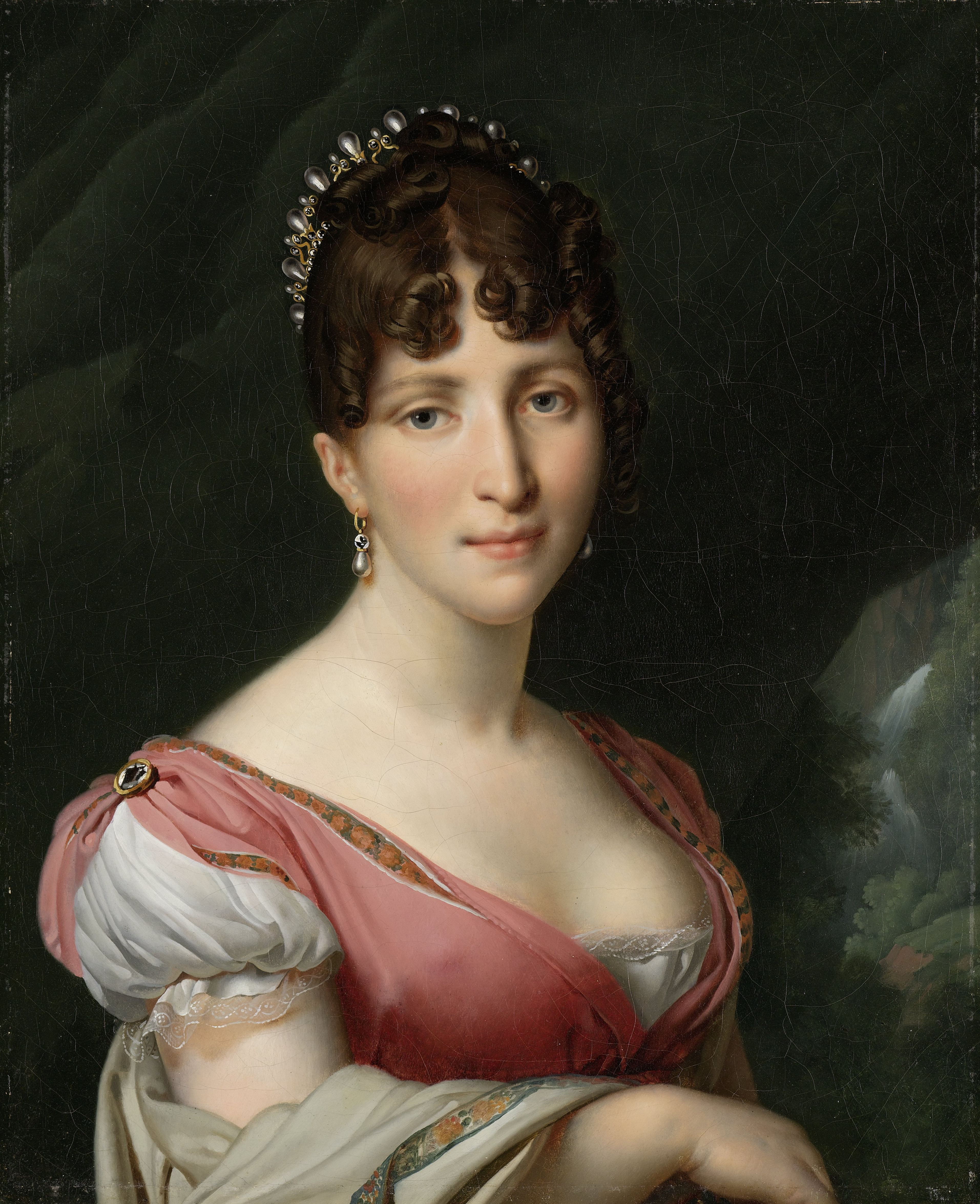
Portret al Hortensei pictat de Anne-Louis Girodet de Roussy-Trioson, 1808

Frumoasa, seducătoarea și inteligenta Hortense s-a îndrăgostit de Charles de Flahaut, aghiotant a lui Murat. Charles era un bărbat frumos, sofisticat și conform zvonurilor, fiul natural al lui Talleyrand. Curând cei doi au devenit iubiți.
În 1811, la un han din Elveția, Hortense a născut în secret fiul iubitului ei:
- Charles Auguste Louis Joseph (21 octombrie 1811 - 10 martie 1865) numit duce de Morny de fratele său vitreg, Napoleon al III-lea, în 1862.

De sarcină au știu numai fratele ei Eugène, Adélaïde Filleul de Souza, mama lui Flahaut, și cele mai apropiate însoțitoare. S-a folosit de stare precară a sănătății ei pentru a explica vizita prelungită în Elveția, călătoria fiind aranjată de Adélaïde. Hortense și-a deghizat ingenios sarcina (era în luna a șasea), în timpul botezului fiului lui Napoleon, Napoleon al II-lea, atunci când a fost alesă una dintre nașele copilului, onoare pe care a împărțit-o cu Madame Mère, mama împăratului.

## Ultimii ani
La Restaurația bourbonilor din 1814, Hortense a primit protecția Țarului Alexandru I al Rusiei; la inițiativa acestuia, a fost numită ducesa de Saint-Leu de regele Ludovic al XVIII-lea. În timpul celor o sută de zile, Hortense și-a susținut tatăl vitreg. Acest lucru a dus la alungarea ei din Franța, după înfrângerea finală a lui Napoleon.
A călătorit în Germania și Italia înainte să cumpere Castelul Arenenberg din cantonul elvețian Thurgau în 1817. A trăit acolo până la moartea ei, la 5 octombrie 1837, la vârsta de cincizeci și patru de ani. A fost înmormântată alături de mama ei Joséphine la biserica Saint-Pierre-Saint-Paul.
Un portret al Hortensei se găsește în Virginia, acasă la James Monroe, al cincilea președinte al Statelor Unite. Este un portret dăruit de Hortense fiicei lui Monroe, Eliza, care a mers la școală cu Hortense în Franța.